# Уилсон, Стивен
Стивен Джон Уилсон (англ. Steven John Wilson, 3 ноября 1967 года, Кингстон-апон-Темс) — британский музыкант, автор нескольких музыкальных проектов, основатель прогрессив-рок группы Porcupine Tree. Кроме игры на гитаре и клавишных, Уилсон, хоть он и самоучка, владеет множеством других инструментов, в том числе бас-гитарой, арфой, флейтой и ударной установкой. В то же время он не рассматривает себя как гитариста, считая написание песен и работу в студии своим главным призванием.
Стивен Уилсон проводит большую часть своей жизни в Лондоне и в Тель-Авиве.

## Биография
Стивен с раннего детства увлекался музыкой. Будучи ребёнком, он с наслаждением слушал альбомы Донны Саммер и Pink Floyd. Именно эти исполнители, по его словам, больше других повлияли на его вкус, музыкальное развитие и будущее творчество. Стивен неохотно занимался игрой на гитаре, но любил экспериментировать со звуками и музыкальными инструментами. Когда мальчику исполнилось двенадцать лет, его отец, по профессии инженер-электротехник, смастерил ему многоканальный магнитофон[уточнить] (англ. multi-track tape machine), которым Стивен серьёзно увлёкся.
В возрасте пятнадцати лет Стивен Уилсон вместе с клавишником Саймоном Вокингсом (Simon Vockings) записывают свой первый альбом «Prayer for the Soul», назвав свою группу Altamont. На нём они исполняют песни на стихи Алана Даффи (Allan Duffy), чьи тексты позже станут песнями «This Long Silence» и «It Will Rain for a Million Years» группы Porcupine Tree.
В 1983 и 1985 годах Уилсон вместе со своей новой прогрессив-рок группой Karma записывает альбомы The Joke’s On You и The Last Man To Laugh, которые содержат песни «Small Fish», «Nine Cats» и «The Joke’s On You», переработанные впоследствии группой Porcupine Tree.

## Карьера

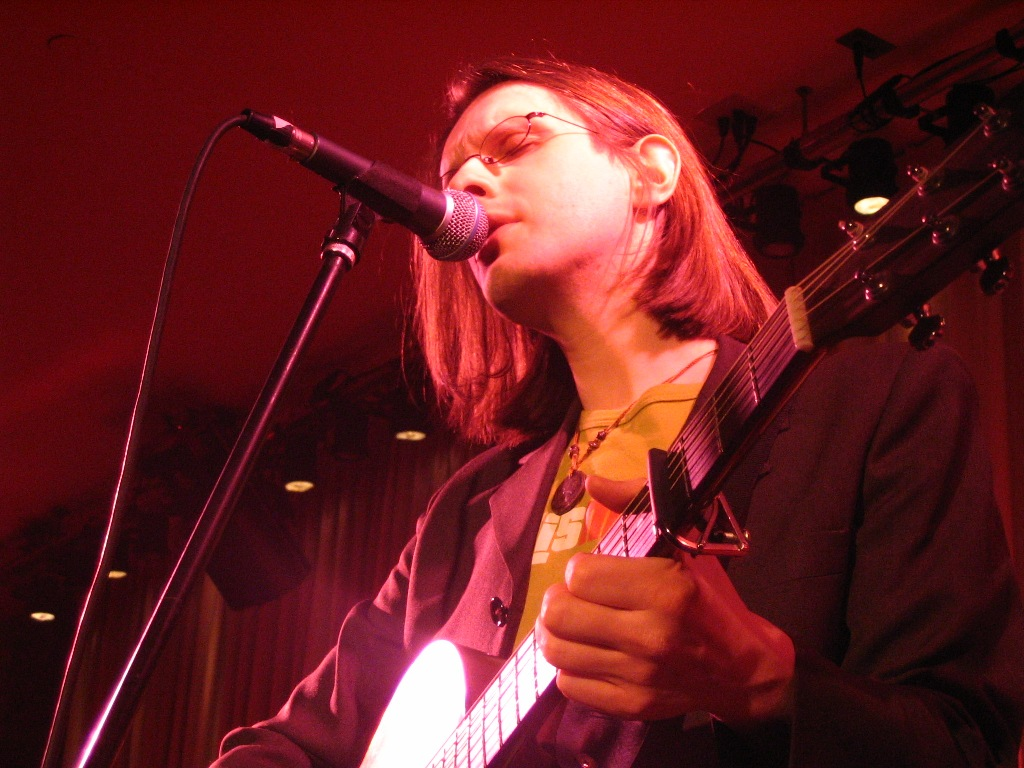
2005 год

В 1986 году Стивен Уилсон основывает группу No Man Is An Island (Except The Isle Of Man), чьё название позже сокращается до лаконичного No-Man. В этом проекте Уилсон и присоединившийся к нему Тим Боунес концентрируются на стиле синти-поп. В течение лет группа приглашала многих музыкантов для совместной работы, в их числе Роберт Фрипп, Тео Трэвис, Пэт Мастелотто
Годом позже Уилсон, вместе со своим бывшим одноклассником Малколмом Стоксом, основывают коллектив в стиле психоделического и прогрессивного рока — Porcupine Tree. С тех пор обе группы существуют и развиваются параллельно, записывая и выпуская всё новые и новые записи.
В конце 1990-х годов Уилсон не прекратил искать новые и экспериментальные направления. Так появились проекты Bass Communion и Incredible Expanding Mindfuck (IEM). Кроме того, он стал выпускать некоторые песни под своим настоящим именем. В 2001 году Уилсон знакомится с израильским музыкантом Авивом Гефеном и основывает с ним проект Blackfield.

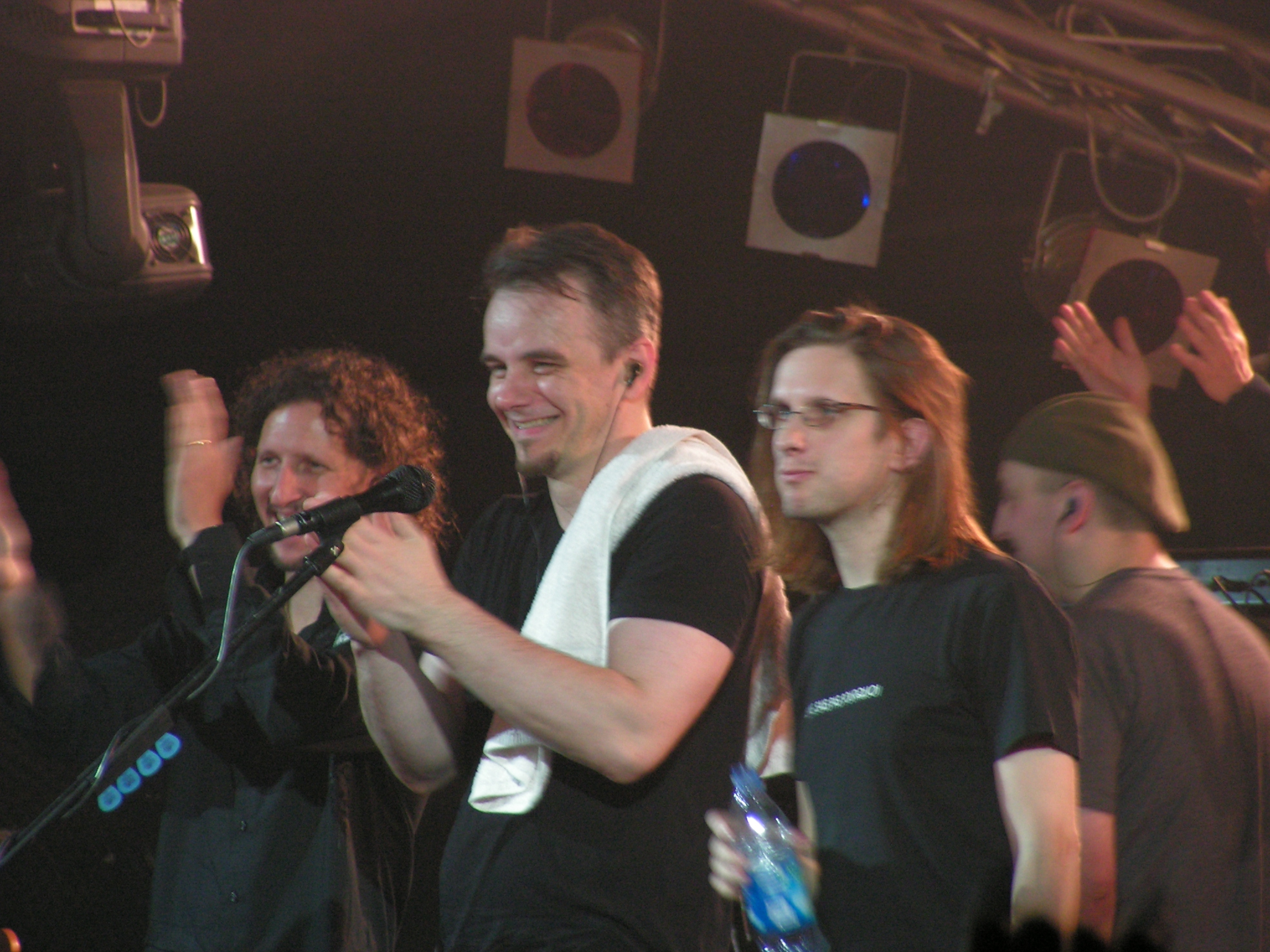
Porcupine Tree, 2005 год

Будучи опытным продюсером, Стивен Уилсон проводит много времени в работе над записями других известных музыкантов. К ним относятся Opeth, O.S.I., Йоко Оно, Orphaned Land, Anathema и многие другие. Записанный им альбом «Fear of a Blank Planet» (Porcupine Tree) занял третье место в категории «Альбом 2007 года» по версии журнала Sound & Vision.
В период с 2003 по 2010 год Стив выпускает серию CD-синглов от его собственного имени, каждый из которых содержит кавер-версии его оригинальных произведений. На дисках присутствуют песни канадской певицы Аланис Мориссет, шведской поп-группы ABBA, британской рок-группы The Cure, шотландского композитора Момуса и певца Донована. Стив так же включил кавер в трибьютный альбом Тима Смита из Cardiacs.

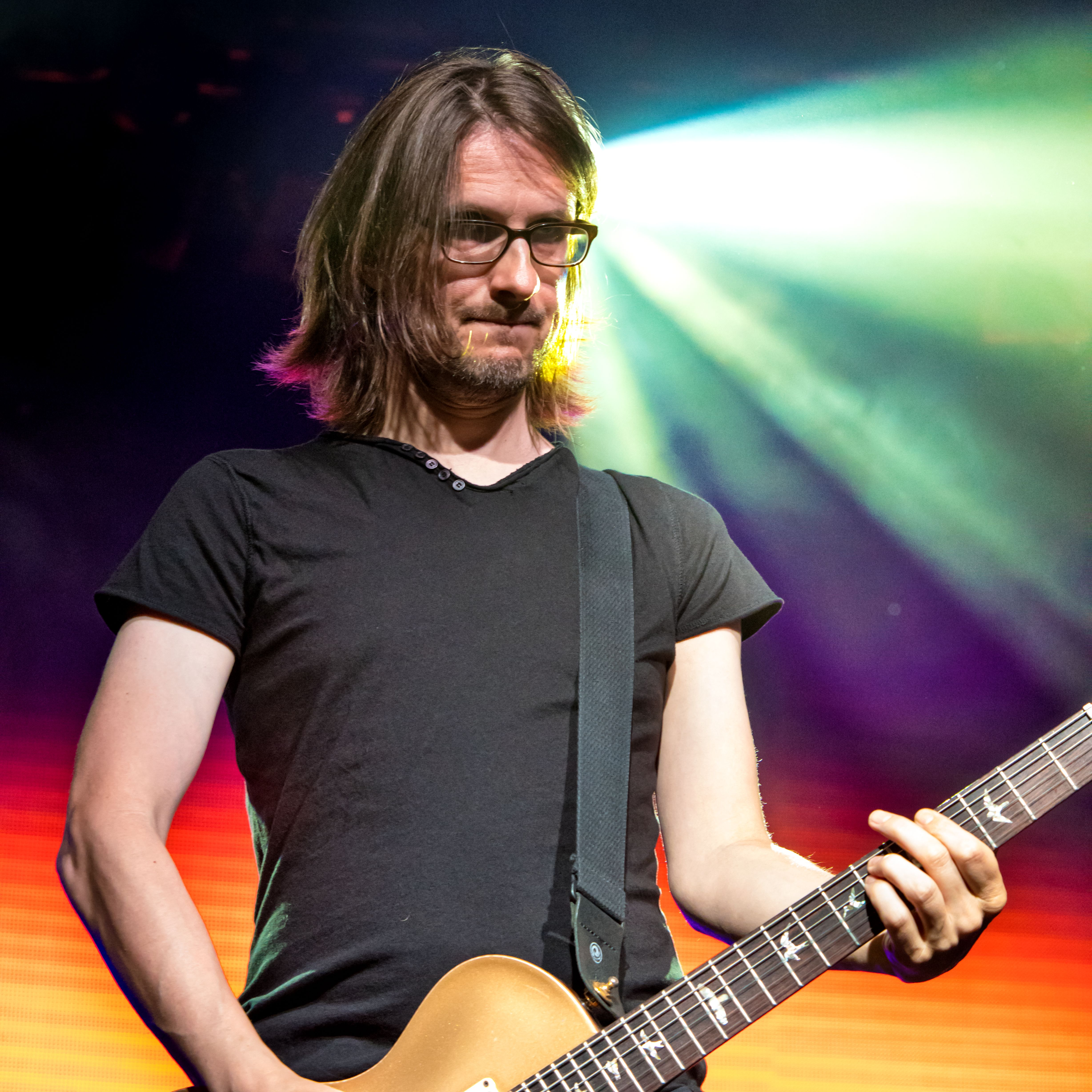
Zelt Musik Festival 2016 Фрайбург, Германия

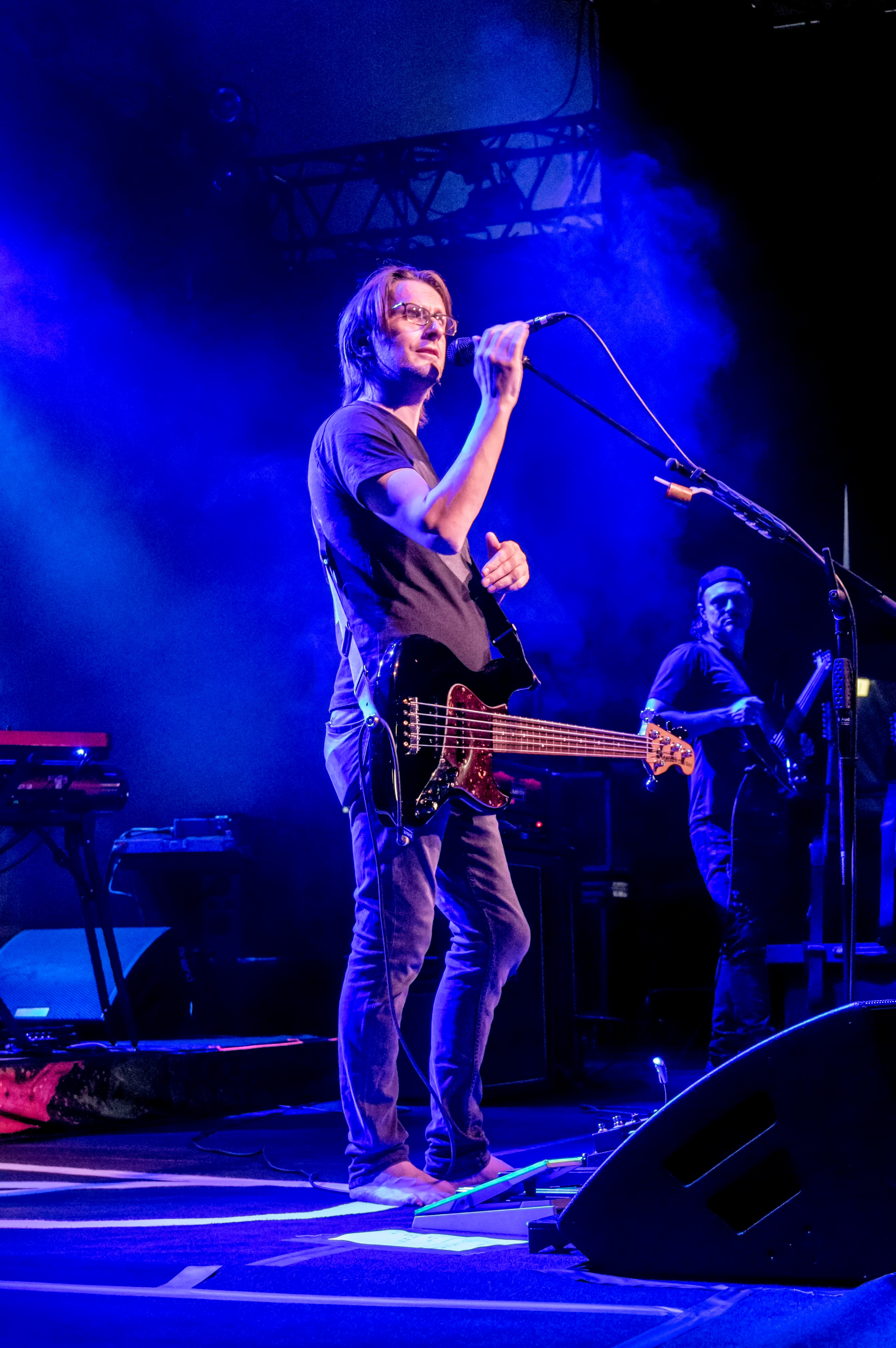
Steve Wilson, Zelt Musik Festival 2018 Фрайбург, Германия

Время от времени Уилсон пишет статьи для британского журнала Classic Rock, а также для мексиканского издания Rolling Stone.
Уилсон женился на своей подруге Ротем в сентябре 2019 года, впоследствии поделился новостями и свадебными фотографиями на своей странице в Instagram.

## Дискография
Данный список содержит только студийные альбомы музыкальных коллективов с участием Стивена Уилсона. Более подробная дискография находится в статьях о самих группах.

### Altamont
- 1983 — Prayer for the Soul
- 2002 — Untitled

### Karma
- 1983 — The Joke’s On You
- 1985 — The Last Man To Laugh

### Porcupine Tree
- 1992 — On the Sunday of Life
- 1993 — Up the Downstair
- 1995 — The Sky Moves Sideways
- 1996 — Signify
- 1999 — Stupid Dream
- 2000 — Lightbulb Sun
- 2002 — In Absentia
- 2005 — Deadwing
- 2007 — Fear of a Blank Planet
- 2009 — The Incident[англ.]
- 2022 — Closure/Continuation

### Incredible Expanding Mindfuck
- 1996 — I.E.M.
- 1999 — An Escalator to Christmas
- 2001 — Arcadia Son
- 2001 — I.E.M. Have Come for Your Children

### Bass Communion
- 1998 — I
- 1999 — II
- 2001 — III
- 2004 — Ghosts on Magnetic Tape
- 2005 — Indicates Void
- 2006 — Loss
- 2008 — Pacific Codex
- 2008 — Molotov and Haze
- 2009 — Chiaroscuro
- 2011 — Cenotaph
- 2024 — The Itself of Itself

### Cover Version
Серия альбомов, выпущенных маленькими тиражами (500—1000 штук) на частном лейбле Уилсона Headphone Dust, содержащие кавер-версии известных песен.
- 2003 — Cover Version («Thank U», Alanis Morissette)
- 2004 — Cover Version II («The Day Before You Came», ABBA)
- 2005 — Cover Version III («A Forest», The Cure)
- 2006 — Cover Version IV («The Guitar Lesson», Momus)
- 2008 — Cover Version V («Sign O The Times», Prince)
- 2010 — Cover Version VI («Lord of the Reedy River», Donovan)

### Steven Wilson
- 2008 — Insurgentes[англ.]
- 2011 — Grace for Drowning[англ.] (двойной)
- 2013 — The Raven That Refused to Sing (And Other Stories)[англ.]
- 2015 — Hand. Cannot. Erase.
- 2016 — 4 ½
- 2017 — To the bone[англ.]
- 2021 — The Future Bites
- 2023 — The Harmony Codex
- 2025 — The Overview